# Conrad Harder
Conrad Harder (Holte, 7 april 2005) is een Deens voetballer die bij voorkeur als spits speelt. Hij tekende in 2024 voor Sporting CP.

## Clubcarrière
Harder speelde in de jeugd bij  KB en Nordsjælland. Op 4 april 2023 debuteerde hij voor Nordsjælland tegen Viborg FF. Zijn eerste competitietreffer volgde op 13 augustus 2023 tegen Randers. In september 2024 tekende Harder een vijfjarig contract bij het Portugese Sporting CP, dat 19 miljoen euro plus drie miljoen euro aan bonussen betaalt.